# Michael J. Knowles
Michael John Knowles, född den 18 mars 1990, är en amerikansk konservativ politisk kommentator, youtubare och författare. Han har jobbat för The Daily Wire sedan 2016, och har varit värd för The Michael Knowles Show, en daglig politisk podcast, sedan 2017.

## Uppväxt och utbildning
Knowles föddes i Bedford Hills, Westchester County, New York. Han är av irländsk och italiensk härkomst. 
Knowles började utbilda sig till skådespelare på Stella Adler Studio of Acting, som en del av dess Advanced Teen Conservatory. 2008 påbörjade Knowles studier vid Yale University där han studerade historia och italienska. Under sin tid på Yale var han med och grundade the Students for Daniels organization, med syftet att försöka stödja Indianas guvernör Mitch Daniels till att ställa upp i Presidentvalet i USA 2012. Knowles tog examen från Yale 2012.
Knowles uppfostrades inom den katolska tron av sin familj, men avtog från religionen och blev ateist under sin ungdom, delvis på grund av framväxten av Christopher Hitchens och New Atheism. Däremot under sin tid på Yale University, konverterade han tillbaka till katolicismen.

## Politisk karriär
2016 blev Knowles inbjuden till att medverka i The Daily Wire, han började som en vanlig gäst och kulturell korrespondent för The Andrew Klavan Show podcast, med anledning av att Knowles tidigare hade jobbat med Andrew Klavans son, Spencer.
2018 drev Knowles en uppredande kritik mot samkönat äktenskap och motsatte sig försök från vissa inom den konservativa rörelsen att erkänna sådana äktenskap.
I April 2019, höll Knowles ett tal på University of Missouri-Kansas City under sin "Men Are Not Women" (svenska för Män är inte kvinnor) turnering, där han bland annat förespråkade kritik mot transpersoner. Däremot stördes talet av studenter som var emot honom och protesterade, då en av de överföll honom och sprayade honom med en okänd blandning, som senare visade sig vara lavendelolja och andra icke-giftiga hushållsvätskor. Protesteraren åtalades för övergrepp och andra brott.
I September 2019, kallade Knowles klimataktivisten Greta Thunberg för ett "mentalt sjukt svenskt barn" under en intervju med Fox News Channel program The Story. Fox bad om ursäkt för Knowles uttalande och sa att hans kommentar var "skandalöst – vi ber om ursäkt till Greta Thunberg och våra tittare." Knowles bad inte om ursäkt och Fox uppgav att de "inte har några planer" på att ha honom med igen i framtiden. Däremot välkomnades Knowles tillbaka strax efter ett inslag med program ledaren Tucker Carlson. Knowles uttryckte sig senare med, "Uppenbarligen finns det inget skamligt med att leva med autism eller någon annan psykiatrisk diagnos. Det som är skamligt är att utnyttja barn för politiska syften".

## Böcker
2017, släppte Knowles boken Reasons to Vote for Democrats|Reasons to Vote for Democrats: A Comprehensive Guide, som var en helt tom bok, bestående av 266 tomma sidor. Boken blev den mest sålda boken på Amazon det året. Strax efter att Knowles hyllat USAs dåvarande president Donald Trump under en intervju med Fox & Friends, kallade Trump Knowles bok "en fantastisk bok för din läsglädje".

## Privatliv
Knowles är en utövande Katolik. I Juni 2018 gifte han sig med Alissa Mahler och tillsammans har de tre söner.